# 12月14日
12月14日是公曆一年中的第348天 ( 閏年第349天 )，離全年結束還有17天。

## 大事记

### 19世紀以前
- 835年：不滿宦官專權的唐文宗聯合李訓和鄭注欲加以剷除，但反而造成數百名官員遭到殺害。
- 1120年：北宋方腊起义。
- 1287年：尼德蘭與日耳曼北部沿岸發生嚴重風暴潮，造成約5萬至8萬人死亡，並形成今日的須德海。
- 1408年：中国最早最大的百科全书“永乐大典”历时5年编纂完成。
- 1542年：在詹姆斯五世逝世後，才剛出生6天的女兒瑪麗一世繼任成為蘇格蘭斯圖亞特王朝女王。
- 1789年：法國大革命時期為了统一法國的行政劃分而創建省、區和市鎮。

### 19世紀
- 1819年：亚拉巴马州成为美國第22州。
- 1825年：俄国發生十二月党人起义。
- 1836年：托萊多戰爭是俄亥俄州和密歇根州領土之間的一場大多不流血的領土糾紛，由備受爭議的「霜咬會議」通過的一項決議非官方地結束。
- 1896年：苏格兰格拉斯哥地铁正式启用，成为世界上第三个启用的地铁系统。
- 1900年：德國物理學家馬克斯·普朗克提出普朗克黑體輻射定律，認為能量將以量子散發電磁輻射。

### 20世紀
- 1902年：海底电缆第一次铺过太平洋，从旧金山铺到檀香山。
- 1905年：伊朗爆发革命，巴列维王朝上台。
- 1911年：挪威探險家羅爾德·亞孟森所率領的南極探險隊成為第一批到達南極點的人類。
- 1912年：中華民國政府准允男子自由纳妾。
- 1913年：金剛級第四艘也是最後一艘日本戰鬥巡洋艦榛名號戰艦下水，之後參與了兩次世界大戰的服役。
- 1918年：芬兰议会推选的国王韦伊诺一世由于德国在第一次世界大战中战败而放弃王位。
- 1920年：爱尔兰被一分为二，北爱尔兰留在英国。
- 1927年：英国承认伊拉克独立。
- 1927年：廣州暴動：中華民國政府与苏联断交。
- 1939年：冬季战争：苏联被驱逐出國際聯盟。
- 1941年：二战：珍珠港事件：大日本帝國和泰國缔结军事同盟，克羅地亞独立國对美國宣戰。
- 1946年：联合国大会决定设立联合国总部于纽约市。
- 1947年：纳斯卡赛车（NASCAR）开始。
- 1949年：保加利亚叛国案首犯科斯托夫处死刑。
- 1958年：在第三次苏联南极远征，苏联探险队在人类历史中首次到达南极洲難抵極。
- 1960年：联合国大会通过关于给殖民地独立的宣言《給殖民國家和人民獨立宣言》，簡稱《反殖民宣言》。
- 1962年：水手2号抵达金星。
- 1984年：中国足球队首次进入亚洲杯足球赛决赛。
- 1994年：全國人民代表大會通過後中華人民共和國國務院中华人民共和国国务院总理李鹏在湖北宜昌长江三峡建設工地宣布長江三峽水利樞紐工程正式开工。
- 1995年：波士尼亞與赫塞哥維納、克羅埃西亞與塞爾維亞三方於巴黎簽署和平協定，從而結束波士尼亞戰爭。

### 21世紀
- 2012年：康涅狄格州紐敦鎮一所小學發生嚴重槍擊事件。據當地警方宣布，目前至少造成28人死亡，其中20名是兒童。
- 2013年：苏丹人民解放军一支部队发动政变，引发一场旷日持久的内战。
- 2018年：葡萄牙里斯本一架電車出軌翻側，造成至少28人受傷。[1]
- 2020年：韩国国会通过《韩朝关系发展法》修正案，将向朝鲜放飞气球的活动定为刑事罪行，违反者将被处以3年以下有期徒刑或3000万韩元以下罚款。
- 2024年：韩国国会以204票通过尹锡悦弹劾案，尹锡悦成为继朴槿惠后韩国第六共和国第二位被弹劾停权的韩国总统。

## 出生
- 1009年：後朱雀天皇，日本第69代天皇（1045年逝世）
- 1503年：諾斯特拉達姆士，法國預言家（1566年逝世）
- 1546年：第谷·布拉赫，丹麦天文学家兼占星術士、炼金术士（1601年逝世）
- 1689年：純懿皇貴妃，清世宗妃嬪，和親王弘晝之母（1785年逝世）
- 1824年：皮埃爾·夏凡納，法國畫家，國家美術協會共同創辦人、主席（1898年逝世）
- 1854年：張勳，中國清朝至中華民國時期軍閥（1923年逝世）
- 1883年：馬諾利斯·卡洛米里斯，希臘作曲家，創辦國家音樂學院，希臘民族樂派創始人之一（1962年逝世）
- 1883年：植芝盛平，日本武術家，合氣道創始人（1969年逝世）
- 1895年：喬治六世，英國國王（1952年逝世）
- 1895年：保爾·艾呂雅，法國詩人，超現實主義運動發起人之一（1952年逝世）
- 1896年：竹鶴麗塔，蘇格蘭裔日本企業家（1961年逝世）
- 1896年：詹姆斯·杜立德，美國空軍將領、特技飛行員和航空工程師（1993年逝世）
- 1897年：库爾特·許士尼格，奥地利第一共和國時期總理（1977年逝世）
- 1897年：拉扎爾·蓬蒂切利，法國政府承認的最後一位一戰老兵（2008年逝世）
- 1901年：保羅一世，希臘國王（1964年逝世）
- 1902年：豬熊弦一郎，日本西洋畫家（1993年逝世）
- 1909年：爱德華·劳里·塔特姆，美國遺傳學家，1958年諾貝爾生理學或醫學獎得主（1975年逝世）
- 1911年：漢斯·馮·奥海恩，德國物理學家，渦輪噴射發動機發明人（1998年逝世）
- 1914年：卡爾·卡斯滕斯，第五任德國聯邦總統（1992年逝世）
- 1918年：B·K·S·艾扬格，印度瑜珈大師（2014年逝世）
- 1920年：李东英，中国稀有金属材料专家（2020年逝世）
- 1922年：尼古拉·巴索夫，蘇聯物理學家、教育家，1964年諾貝爾物理學獎得主（2001年逝世）
- 1924年：拉吉·卡浦爾，印度寶萊塢電影導演（1988年逝世）
- 1931年：弗蘭克·施龍茲，美國企業家，前任波音公司總裁（2024年逝世）
- 1934年：林尚義，香港足球運動員、評述員（2009年逝世）
- 1939年：保阪正康，日本作家、評論家
- 1939年：史蒂芬·庫克，美國計算機科學家
- 1946年：卡立依布拉欣，馬來西亞政治人物，第14任雪蘭莪州務大臣（2022年逝世）
- 1946年：珍·柏金，英國女藝人、歌手、電影導演（2023年逝世）
- 1946年：斯坦·史密斯，美國男子網球運動員
- 1947年：約翰·米爾斯海默，美國政治學家
- 1947年：迪爾瑪·羅賽芙，巴西政治人物，第36任巴西總統，首位遭彈劾下台的女性國家元首
- 1948年：金·比兹利，澳大利亞工黨領袖
- 1952年：約翰·盧瑞爾，美國演員、樂手、畫家、製片
- 1953年：万耶利斯·米马拉基斯，希臘國防部長
- 1955年：世良公則，日本男歌手、演員
- 1956年：漢妮·文策爾，列支敦斯登高山滑雪運動員
- 1960年：克里斯·沃德爾，英格蘭足球運動員
- 1960年：易卜拉欣·萊希，伊朗政治人物，第8任伊朗總統（2024年逝世）
- 1961年：林超榮，香港傳媒人、電影編劇（2023年逝世）
- 1962年：翁家明，台灣演員
- 1962年：金格·林恩·爱倫，美國模特兒、演員
- 1965年：克雷格·比吉歐，退役美國職棒球員
- 1966年：陳國強，香港沙田區議員
- 1966年：赫勒·托寧-施密特，丹麥政治人物，第26任丹麥首相
- 1970年：安娜·瑪莉亞·約佩克，波蘭女音樂家、歌手
- 1972年：米蘭達·哈特，英格蘭演員、作家、單口喜劇演員
- 1973年：帕特·伯克，愛爾蘭職業籃球運動員
- 1973年：托馬斯·拉津斯基，波蘭裔加拿大足球運動員
- 1973年：阿拉伊克·阿魯秋尼揚，阿爾察赫共和國政治人物、經濟學家，現任阿爾札赫總統
- 1975年：卡迪·斯特瑞蘭德，美國女演員
- 1976年：彼得·盖德，丹麦男子羽球運動員
- 1976年：高度，持澳門執照的葡萄牙賽車手
- 1977年：桃井晴子，日本女性聲優
- 1978年：黃嘉樂，香港男藝人
- 1978年：，捷克足球運動員
- 1978年：帕蒂·施尼德，瑞士職業網球女運動員
- 1979年：後弦，中國歌手
- 1979年：莫愛芳，印尼華裔台灣女演員
- 1979年：中野美奈子，日本播報員
- 1979年：邁克爾·歐文，英格兰職業足球員
- 1979年：让-阿蘭·布姆松，喀麥隆裔法國足球運動員
- 1980年：塔塔楊，泰國女歌手、演員
- 1980年：戈登·格里爾，蘇格蘭職業足球運動員
- 1980年：迪迪埃·索高拿，象牙海岸足球員
- 1982年：史提夫·薛維爾，英格蘭足球運動員
- 1983年：馮曦妤，香港女歌手
- 1983年：朱曉輝，中國男模特兒、演員
- 1983年：克里斯·布朗特，北愛爾蘭足球運動員
- 1984年：傑克遜·拉斯波恩，美國男演員、歌手
- 1984年：拉納·達古巴提，印度男演員
- 1985年：李冠潔，台灣女性配音員
- 1985年：林惟毅，台灣節目主持人
- 1985年：雅庫布·布瓦什奇科夫斯基，波蘭足球運動員
- 1986年：張宰怙，韓國電競選手
- 1987年：馬克爾·蘇塞塔，西班牙足球運動員
- 1988年：黃昕瑜，香港女性配音員
- 1988年：村瀨步，日本男性聲優
- 1988年：坂本勇人，日本職棒選手
- 1988年：尼古拉·巴通姆，法國職業籃球運動員
- 1988年：凡妮莎·安·哈金斯，美國女歌手、演員
- 1989年：溫流，韓國男子偶像團體SHINee隊長
- 1990年：B-Bomb，韓國男子偶像團體Block B成員
- 1991年：高畑充希，日本女歌手、演員
- 1992年：宮市亮，日本職業足球運動員
- 1992年：托蕾·凱莉，美國女歌手、演員
- 1992年：陈磊，中國建筑师
- 1992年：胤祖，韓國女子偶像團體UNI+ G成員
- 1993年：保住有哉，日本男性聲優
- 1994年：井上小百合，日本女子偶像團體乃木坂46成員
- 1995年：許燦，韓國男子偶像團體VICTON成員
- 1996年：李子君，中國花样滑冰運動員
- 1998年：安第斯·林德，丹麥男子乒乓球運動員
- 1998年：盧卡斯·恩梅沙，奈及利亞裔德國職業足球員
- 1998年：金地雄，韓國男子偶像團體ZB1成員
- 2000年：崔元洪，韓國男演員
- 2000年：苗雅寧，中國男演員
- 2002年：法蘭西斯科·孔塞桑，葡萄牙職業足球員
- 2005年：李娜賢，韓國競速滑冰選手
- 2011年：玉曳璘，韓國兒童女演員

## 逝世
- 1332年：元宁宗懿璘质班，元朝皇帝（1326年出生）
- 1786年：羅伯特·豪，美國大陸軍將領（1732年出生）
- 1788年：卡爾·菲利普·埃曼努埃爾·巴赫，德國作曲家，约翰·塞巴斯蒂安·巴赫的次子，古典樂派開創者之一（1714年出生）
- 1799年：乔治·华盛顿，美國大陸軍軍官、政治人物、開國元勳，首任美國總統（1732年出生）
- 1806年：約翰·布雷肯里奇，美國政治人物，第5任美國司法部長（1760年出生）
- 1861年：阿爾伯特親王，英國維多利亞女王的表弟和丈夫（1819年出生）
- 1872年：約翰·弗雷德里克·肯塞特，美國風景畫家、雕刻家（1816年出生）
- 1873年：路易·阿加西，瑞士植物學家、動物學家、地質學家（1807年出生）
- 1878年：黑森和萊茵大公夫人愛麗絲公主，英國維多利亞女王次女、俄羅斯皇后亞歷山德拉·費奧多羅芙娜的母親，亦是英國菲利浦親王的外曾祖母（1843年出生）
- 1918年：路易·愛德華·比羅，法國植物學家、醫生（1830年出生）
- 1938年：莫里斯·埃马努埃尔，法國作曲家、音樂學家、音樂教育家（1862年出生）
- 1939年：海倫·克勒勒-米勒，德國藝術收藏家（1869年出生）
- 1947年：斯坦利·鮑德溫，英國政治人物，前任英國首相（1867年出生）
- 1951年：卡爾·奧托·蘭普蘭，美國天文學家（1873年出生）
- 1974年：沃尔特·李普曼，美國作家、記者、政治評論家（1889年出生）
- 1984年：張瑛，香港男演員（1919年出生）
- 1989年：，蘇聯原子物理學家，1975年諾貝爾和平獎得主（1921年出生）
- 1997年：，英國作家，迹象文学社成員（1898年出生）[2]
- 2002年：熊秉明，華裔法國哲學家、詩人、雕塑家（1922年出生）
- 2013年：彼得·奧圖，英國男演員（1932年出生）
- 2016年：保罗·埃瓦里斯托·阿恩斯，巴西枢机（1921年出生）
- 2017年：余光中，台湾诗人、文學家（1928年出生）
- 2023年：喬治·麥金尼斯，美國職業籃球運動員（1950年出生）

## 节假日和习俗
- 天主教：聖十字若望瞻禮
- 巴勒斯坦：教師節
- ：擁抱情人節
- ：知識份子殉難日（英语：Martyred Intellectuals Day）